# Musevikke
Musevikke (Vicia cracca) er en 25-100 cm lang krybende og klatrende urt, der i Danmark er meget almindelig i eksempelvis vejkanter og klitter.

## Beskrivelse
Musevikke er en flerårig ærteblomstret urt, som har ligefinnede blade med 7-11 par lancetformede småblade. Planten har slyngtråde, som planten bruger til at hæfte sig fast til andre planter.

## Voksested
Planten er meget almindelig over det meste af landet, men især langs vejkanter, marker og i krat. Musevikke sætter ikke særlig høje krav til næringsindholdet i jordbunden og er rig på proteiner.
| Portal | Portal:Botanik |